# Karabük, Kuluncak
Karabük là một xã thuộc huyện Kuluncak, tỉnh Malatya, Thổ Nhĩ Kỳ. Dân số thời điểm năm 2011 là 60 người.